# Guastalla
Guastalla là một đô thị thuộc tỉnh Reggio Emilia trong vùng Emilia-Romagna, Italia.
Đô thị này có nhà thờ thế kỷ 16 theo thiết kế của Francesco da Volterra.
Cung điện Ducal (1567).

## Kết nghĩa
- Forcalquier, Pháp
- Giovinazzo, Italia